# Bhad Bhabie
Bhad Bhabie, de son vrai nom Danielle Bregoli, née le 26 mars 2003 à Boynton Beach, en Floride, est une rappeuse américaine. Elle est se fait connaitre pour la phrase d'accroche devenue un mème Internet : « catch me outside, how 'bout dah ? » après une apparition dans un épisode de Dr. Phil en septembre 2016.
En 2017, l’auteure devient la plus jeune rappeuse à atteindre le Billboard Hot 100 avec son premier single These Heaux. Par la suite, elle signe un contrat avec Atlantic Records.

## Biographie
Danielle Marie Bregoli est née le 26 mars 2003 à Boynton Beach, en Floride. Ses parents, Ira Peskowitz et Barbara Ann Bregoli, sont sortis ensemble pendant une année avant que sa mère ne tombe enceinte. Par la suite, ils se séparent alors que Danielle n'est encore qu'une enfant en bas âge. Elle a été élevée principalement par sa mère et ne parle plus à son père, adjoint au département de police de Palm Beach,.

## Premier album
En janvier 2019, Danielle Bregoli publie Babyface Savage mettant en vedette Tory Lanez. La chanson a particulièrement gagné en popularité grâce à YouTube et Twitter, avec de nombreux extraits de chansons qui ont gagné des dizaines de milliers de retweets et de likes. Le même mois, elle a annoncé un contrat avec Copycat Beauty pour faire la promotion des produits de la marque sur ses réseaux sociaux et ses vidéoclips. Elle gagnerait 900 000 dollars ainsi qu'un pourcentage des ventes[réf. souhaitée]. Ce contrat est couronné de succès, car les ventes de la société ont augmenté, atteignant 500 000 $ le premier jour[réf. souhaitée]. L'accord a suscité la controverse, les gens critiquant la décision de la marque de s'associer avec elle. Pourtant, beaucoup de gens louent la marque, citant le fait que les produits sont d'excellente qualité compte tenu de leur prix bon marché.
Le 25 janvier 2019, Danielle Bregoli a publié la bande-annonce de sa nouvelle émission de télé-réalité, Bringing Up Bhabie, qui détaillerait son quotidien et son parcours dans la musique. L'émission sortira sur Snapchat, l'un des « Snap Originals » à venir, et la saison 1 comptera 12 épisodes. Plus tard au cours de ce mois, elle publie un autre single, Bestie, avec Kodak Black qu'elle avait déjà rencontré un an auparavant. Elle a aussi annoncé quelque temps après qu'une saison 2 de Bringing Up Bhabie verra peut-être le jour.
Le 17 mars 2020, l'actrice Skai Jackson a déposé une ordonnance restrictive contre Danielle Bregoli à la suite d'une querelle dans laquelle Bregoli a envoyé des menaces de mort à Jackson et a harcelé à plusieurs reprises la mère de Jackson sur les réseaux sociaux. Jackson a abandonné l'ordonnance restrictive le 15 juin[pertinence contestée].
En juin, Danielle Bregoli est entré dans un centre de réadaptation de 31 jours pour traumatisme infantile et dépendance aux médicaments sur ordonnance. Elle a reçu le soutien de célébrités telles que Demi Lovato, Blac Chyna et Charli XCX.
En octobre, elle a sorti son deuxième single de 2020, Do It Like Me, qui est rapidement devenu viral[source secondaire nécessaire] sur la plateforme de médias sociaux TikTok.
Le 1er avril 2021, six jours après son dix-huitième anniversaire, Danielle Bregoli ouvre un compte OnlyFans, gagnant plus d'un million de dollars de revenus au cours des six premières heures, dont plus de 757 000 dollars d'abonnements, 267 000 dollars de paiements par message et 5 000 dollars de pourboires. Plus tard, elle a démontré des preuves, de revenus de plus de 50 millions de dollars, qui ont suscité un scepticisme supplémentaire.
Le 4 avril, TMZ rapporte qu'elle et Paris Hilton collaborent sur un programme pour adolescents en difficulté pour se concentrer sur les abus subis par les adolescents dans les camps.
En septembre 2021, elle a lancé son propre label, Bhad Music, où elle sortira son premier EP à venir. Le 17 septembre, elle sort son premier single de 2021, Miss Understood, qui culmine no 8 sur le « Billboard Digital Song Sales Chart ».

## Vie privée
En décembre 2023, Danielle Bregoli annonce qu'elle est enceinte de son premier enfant. Le 14 mars 2024, Danielle Bregoli accouche d'une fille. En novembre 2024, Bhad Bhabie a révélé être atteinte d’un cancer, expliquant que son traitement avait entraîné une perte de poids. Elle a précisé qu’il s’agissait d’un cancer du sang, caractérisé par une augmentation de ses globules blancs. Malgré sa maladie, elle a subi une rhinoplastie en janvier 2025, approuvée par son médecin, et a partagé sa transformation avec ses fans. Sa mère, Barbara Bregoli, a confirmé le diagnostic et défendu sa fille contre les accusations de simulation. Bhad Bhabie continue de recevoir le soutien de ses proches et de ses fans tout en poursuivant sa carrière musicale.

## Discographie

### Singles
- 2017 : These Heaux
- 2017 : Hi Bich
- 2017 : Whachu Know
- 2017 : I Got it
- 2017 : Mama don't Worry (Still ain't Dirty)
- 2018 : Both of Em
- 2018 : Gucci Flip Flops (featuring Lil Yachty)
- 2018 : Trust Me (featuring Ty Dolla $ign)
- 2018 : Geek'd (featuring Lil Baby)
- 2019 : Babyface Savage (featuring Tory Lanez)
- 2019 : Bestie (featuring Kodak Black & Megan Thee Stallion)
- 2019 : Spaz (featuring YBN Nahmir)
- 2019 : Lotta Dem
- 2019 : Get Like Me (featuring NLE Choppa)
- 2020 : That's What I said
- 2020 : Do it Like Me
- 2021 : Miss Understood
- 2021 : Bi Polar
- 2024 : Mommy Mode
- 2025 : Over Cooked
- 2025 : Mrs. Whitman

### Singles promotionnels
- 2018 : 15 (Intro)
- 2018 : Yung and Bhad (featuring City Girls)
- 2018 : Bout That
- 2018 : Thot Opps (Clout Drop)
- 2020 : $ (featuring Lil Gotit (en))

### Collaborations
- 2018 : Playboy Style (featuring Clean Bandit & Charli XCX)
- 2019 : Whatcha Gon Do (featuring Benzi, Rich The Kid & 24hrs (en))
- 2021 : 22 (Remix) (featuring Lil Candy Paint)
- 2022 : Vibe Check (featuring Olivia Lunny)
- 2022 : Boondocks (featuring Karlae, Young Stoner Life)